# غشائية جليدية
غشائية جليدية (الاسم العلمي: Hymenobacter glaciei) هي نوع من البكتيريا، سلبية الغرام، تتبع جنس غشائية.